# 瓦季斯瓦夫六世
瓦季斯瓦夫六世（波蘭語：Warcisław VI，1345年—1394年6月13日），波美拉尼亞公爵，巴爾寧四世的長子。

## 家庭
瓦季斯瓦夫的妻子是梅克倫堡-施塔加德公爵約翰一世的女兒安娜，兩人共有2子1女：
1. 巴爾寧六世（1365年—1405年）
2. 瓦季斯瓦夫八世（英语：Wartislaw VIII, Duke of Pomerania）（1373年—1415年）
3. 索菲（？年—1406年）